# 嘉義市 (州轄市)
嘉義市（日语：／ Kagi shi */?），為1930年至1945年存在之行政區，轄屬臺南州，今嘉義市。

## 沿革

嘉義市大通，今中山路

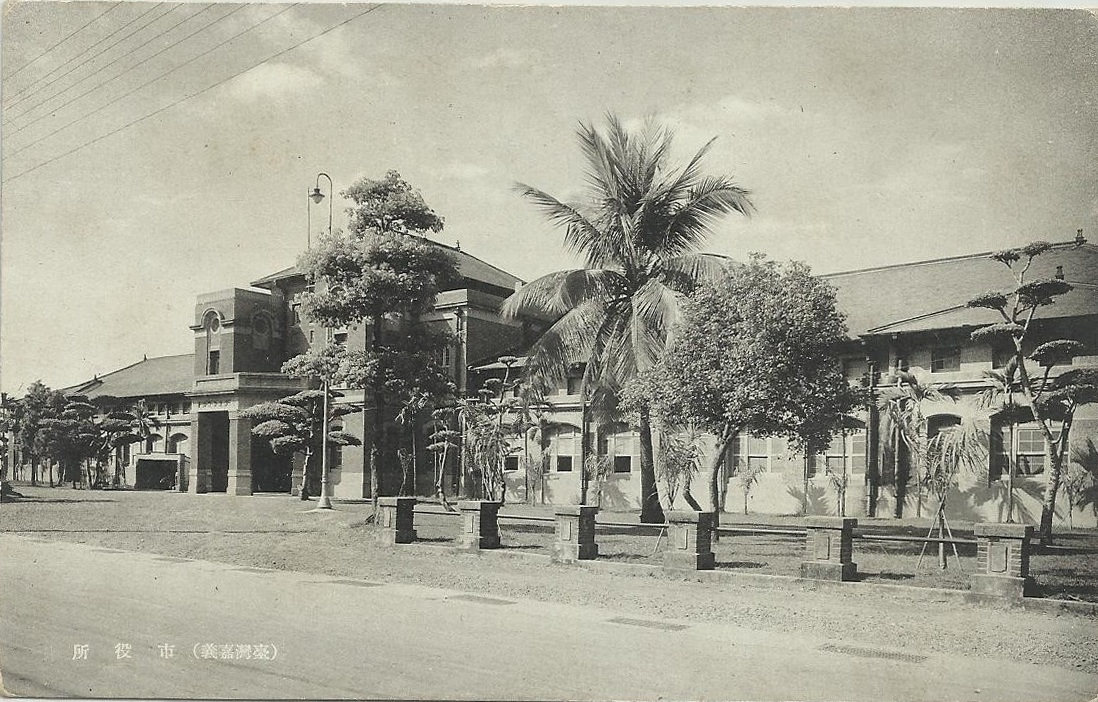
嘉義市役所

大正九年（1920年）7月，原嘉義廳轄區改為嘉義街與其他六郡後，當地部分人士因嘉義失去行政中心地位而有了置州運動，希望將州廳設置在嘉義，之後改為要求地方實質建設來促進市街發展。後來從大正十四年到昭和二年（1925年－1927年）以嘉義市街內地人的商工團體為主的「促進市制實施同盟會」發起「市制運動」，要求將嘉義升格為市。最後這項運動以臺南州廳正式將市制經費編入1927年的州經費宣告終止，而在昭和五年（1930年）1月20日嘉義街正式升格為嘉義市時，市區內施放煙火，並於公會堂舉辦祝賀會來慶祝。
嘉義市正式升格後，於昭和七年（1932年）1月1日實施新町名，並於該年進行市街改正計畫，預計分十年度完成，前三年主要是市街內道路與下水道等工程，而昭和十一年（1936年）起因在太保設置軍機場，主要工程目標是建立官兵宿舍的給水系統以及市街跟機場之間的連絡道路，同時繼續進行下水道等工程。
原本嘉義市街的規畫是奠定於大正十年（1921年）的嘉義市街計畫，該計畫規畫時認為在1949年才會達到46000的飽和人口，但在1933年時嘉義市街人口便已達到66853人。於是在昭和十三年（1938年）時，繪製了《嘉義市都市計畫平面圖》，為都市計畫的雛形，之後又在昭和十八年（1943年）進行「嘉義都市計畫實施案」，將城內規畫成住居、商業、工業、風致、風紀等區域，預定完成後可容納25萬人，但因為第二次世界大戰的關係無法實施。
第二次世界大戰後，嘉義市與後來的水上鄉、太保鄉合併成省轄市，歸臺灣省政府所管。

## 行政區劃

### 町名沿革
1925年7月29日，時任嘉義街長真木勝太向台灣總督府提出了町名改正申請，此次町名是依據行政上的小字區劃，故規劃了眾多的町，共有55町和203丁目，列舉如下：
- 本町、北門町、老松町、林町、彌生町、田町、幸町、錦町、八雲町、白銀町、真砂町、大町、相生町、神保町、松葉町、泉町、新玉町、常盤町、宮入町、二葉町、東門町、千代田町、春日町、萬年町、南門町、石場町、片町、旭町、有樂町、材木町、榮町、西門町、竹町、五福町、壽町、柳町、綠町、初音町、稻荷町、曙町、稻妻町、浪花町、泰平町、水道町、神明町、宮下町、清水町、巽町、本川町、玉川町、白川町、堀川町、新川町、原町

臺灣總督府認為此次提出的町名過多，於是嘉義街委任了36名調查會員，針對町名提出以下修正，於1925年9月29日再度提出申請，改為34町及139丁目：
- 本町、北門町、幸町、大町、和泉町、二葉町、田町、八雲町、相生町、新玉町、東門町、材木町、春日町、有樂町、南門町、西門町、吳竹町、榮町、曙町、綠町、浪花町、泰平町、水道町、宮下町、巽町、本川町、玉川町、白川町、堀川町、新川町、原町，以及嘉義街外的花園町、檜町、黑金町

1927年5月12日，台南州內務部長認為町名應依照大字區劃，以減少町名數量，於是嘉義街在1927年6月13日再度提出申請，改為以下26町：
- 本町、北門町、幸町、大町、和泉町、二葉町、田町、八雲町、相生町、東門町、材木町、春日町、有樂町、南門町、西門町、吳竹町、宮下町、榮町、綠町、浪花町、水道町、巽町、堀川町、泰平町、原町、黑金町

1929年11月1日，台南州內務部長表示台南州仍無編列町名改正的預算，將在適合的時候再行通知。1930年1月，嘉義街升格為嘉義市。同年3月26日，嘉義市役所在嘉義公會堂舉辦「町名改正協議會」，由嘉義市的州協議會員、市協議會員、各中等學校長、各官衙長官、永山止米郎（嘉南大圳管理者）、各銀行支店長、各信用組合長、各新聞支局長、其他町的有力之士等45名和市役所的職員出席，選定了以下19町，於同月15日提出申請：
- 若竹町、霞町、泉町、檜町、材木町、宮下町、壽町、榮町、黑金町、朝日町、神明町、錦町、白金町、曙町、綠町、幸町、堀川町、玉川町、白川町

1930年6月21日，總督府提出尊重舊地名的建議，於是在同年10月7日召開第二次「町名改正協議會」，選定了17町78丁目，在1931年7月28日提出申請後，在同年11月15日經總督府通過，於1932年元旦實施。

### 町名與大字

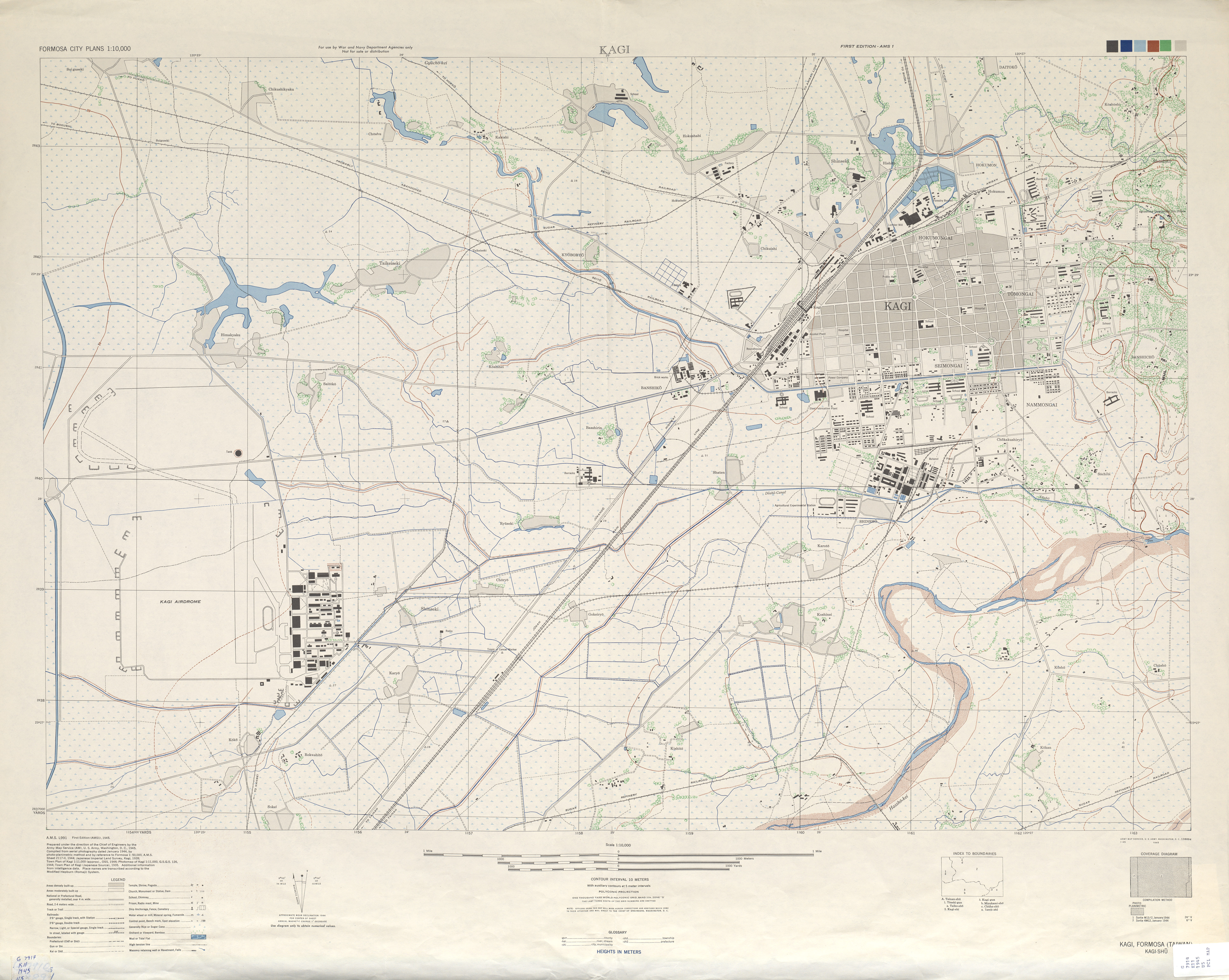
日治末期嘉義市及附近地區的地圖

嘉義市於1932年將市街分為17町78丁目，分列如下：
- 新高町：位於刑務所北邊，今舊北門車站一帶，名稱由來是取自當時名為「新高山」的玉山[4]。
- 山下町：今嘉義舊監獄與嘉義大學附屬小學（日治時期為商工學校），因在阿里山區之下而得名[4]。
- 宮前町：位於今啟明路以西、光彩街以北、共和路以東一帶，山下町南邊，由東至西分為7個丁目，因在嘉義神社之前而得名[4]。
- 東門町：約為今光彩街、啟明路、延平街、共和路之內的範圍，在宮前町之南，由東至西細分為8個丁目，其得自町內的東門圓環，為嘉義縣城東門所在地[4]。
- 朝日町：在東門町南邊，範圍約是今啟明路、垂楊路、共和路與延平街之間，由東至西細分為6個丁目，為當時的住宅區，因位於市區東邊而取旭日東升之意來命名[5]。
- 檜町：位於新高町與山下町的西邊，其範圍在今民權路以北到臺林街一帶，今林森西路以南又細分為7個丁目，因町內為營林所製材工場所在地，有許多從阿里山林場經鐵路運來的檜木而得名[6]。
- 北門町：位於檜町南邊，範圍約在今共和路、光彩街、文化路與民權路之間，由東至西分為7個丁目，名稱來自町內的北門圓環，為嘉義縣城北門所在地[5]。當時此區內有市役所、稅務所等公家機關，為行政機能區[5]。
- 元町：在北門町之南，由東至西細分為7個丁目，為今光彩街、共和路、延平街與文化路之間的範圍，名稱由來不詳，此外清代縣城的西門位於此區內，並非在西門町裡[5]。
- 南門町：在今延平街、共和路、垂陽路與文化路之間，元町以南，由東至西細分為7個丁目，得名自昔日縣城南門所在的南門圓環[5]。
- 榮町：約為今林森西路、中山路、文化路間的三角地帶，由東至西細分為6個丁目，為當時的商業區，因商業繁榮而得名[5]。
- 西門町：榮町以南，元町以西，由東至西細分為9個丁目，此地在清朝時是西門外[5]。
- 新富町：西門町南邊，約為今延平街、文化路、垂楊路與仁愛路之間，由東至西細分為8個丁目，為當時各城常見町名[5]。
- 末廣町：新富町西邊，約為今延平街、垂楊路與仁愛路之間，由東至西細分為5個丁目，為當時各城常見町名，在日文中有「漸入佳境」之意[7]。
- 黑金町：位於市街西北邊，今國華街以南到今博愛路之間，東與榮、西門、末廣等町相鄰，其內有縱貫鐵路與嘉義車站[7]。
- 堀川町：位在朝日、南門二町以南，約在今垂楊路、吳鳳南路、興業東路之間，因垂楊路未加蓋前為一河溝而取此名[7]。
- 玉川町：位在南門、新富二町以南，堀川町之西，範圍約在今垂楊路、吳鳳南路、興業東路、民生東路之間，因為在河溝旁而在町名中使用「川」字[7]。
- 白川町：位在新富、末廣二町以南，玉川町之西，範圍約在今垂楊路、興業西路、民生南路之間，因為在河溝旁而在町名中使用「川」字[7]。

而在市街之外的郊區，則有山子頂、埤子頭、下路頭、盧厝、紅毛埤、車店、北社尾、台斗坑、竹圍子、竹子腳、後湖、大溪厝、柴頭港、港子坪、劉厝十五個大字。

## 歷任首長

### 市尹
| 任次 | 肖像 | 姓名 (生–卒)          | 在任時間       | 在任時間       | 備註 |
| ---- | ---- | --------------------- | -------------- | -------------- | ---- |
| 1    |      | 政所重三郎 (1884－？) | 1930年1月20日  | 1931年5月16日  |      |
| 2    |      | 松岡一衛 (1891－？)   | 1931年5月16日  | 1932年6月2日   |      |
| 3    |      | 廣谷致員 (1896－？)   | 1932年6月2日   | 1933年10月3日  |      |
| 4    |      | 川添修平 (1897－？)   | 1933年10月3日  | 1936年10月20日 |      |
| 5    |      | 伊藤英三 (1903－？)   | 1936年10月20日 | 1938年12月17日 |      |
| 6    |      | 長谷川茂雄 (1898－？) | 1938年12月17日 | 1939年7月31日  |      |
| 7    |      | 大越隆三 (1900－1943) | 1939年7月31日  | 1940年6月19日  |      |
| 8    |      | 中松乙彥 (1889－？)   | 1940年6月19日  | 1940年10月28日 |      |

#### 附註
1. ↑  原殖產局山林課長。
2. ↑  新竹州新竹市尹。
3. ↑  原中央研究所庶務課長。
4. ↑  殖產局特產課長。
5. ↑  原花蓮港廳庶務課長。
6. ↑  改任中央研究所庶務課長。
7. ↑  原臺北州臺北市助役。
8. ↑  改任臺北州基隆市尹。
9. ↑  原高雄州地方課長。
10. ↑  改任臺中州警務部長。
11. ↑  原臺中州彰化郡守。
12. ↑  改任殖產局營林所庶務課長。
13. ↑  原臺北州勸業課長。
14. ↑  原臺南州嘉義郡守。
15. ↑  改任市長。

### 市長
| 任次 | 肖像 | 姓名 (生–卒)        | 在任時間       | 在任時間       | 備註 |
| ---- | ---- | ------------------- | -------------- | -------------- | ---- |
| 1    |      | 中松乙彥 (1889－？) | 1940年10月28日 | 1943年3月31日  |      |
| 2    |      | 本田武二 (？－？)   | 1943年3月31日  | 1945年10月25日 |      |

#### 附註
1. ↑  原市尹。
2. ↑  改任高雄州高雄市長。
3. ↑  臺北州羅東郡守。

## 行政官署

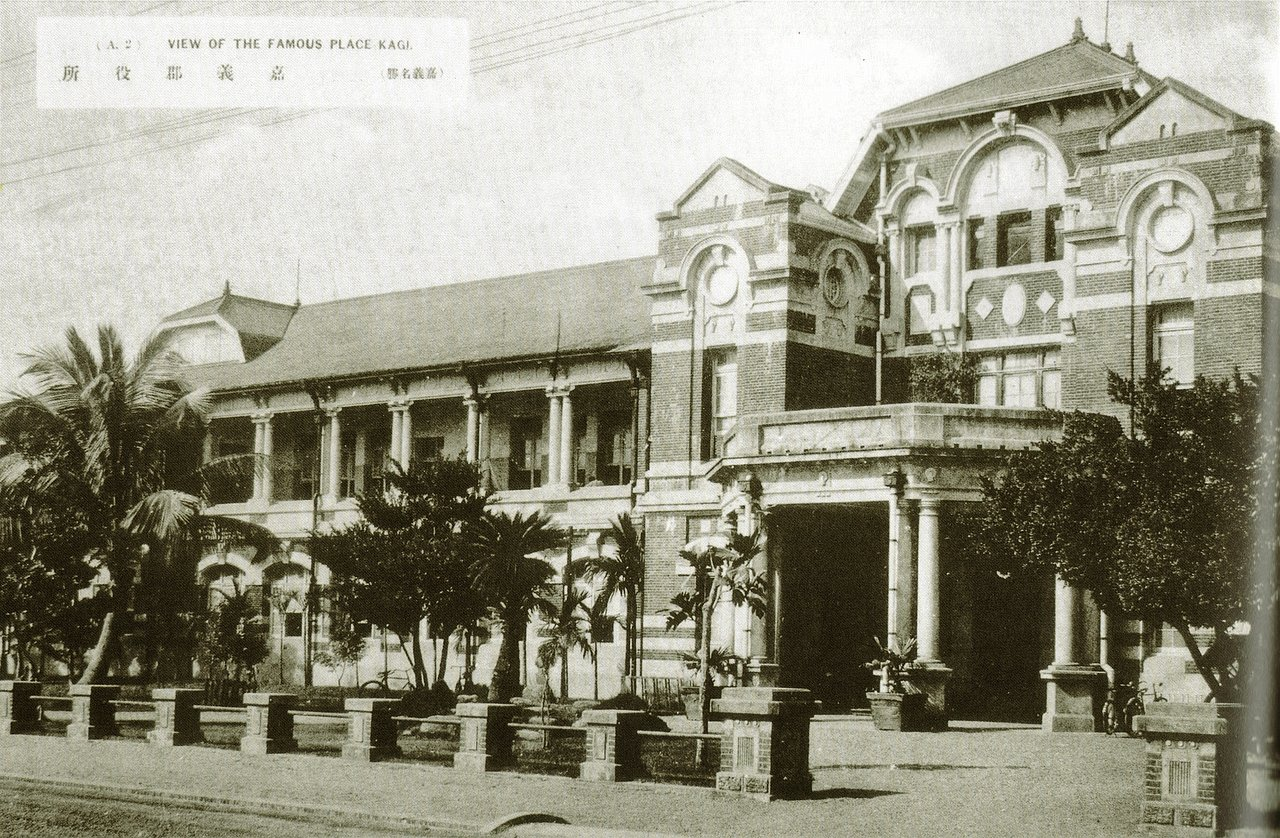
嘉義郡役所

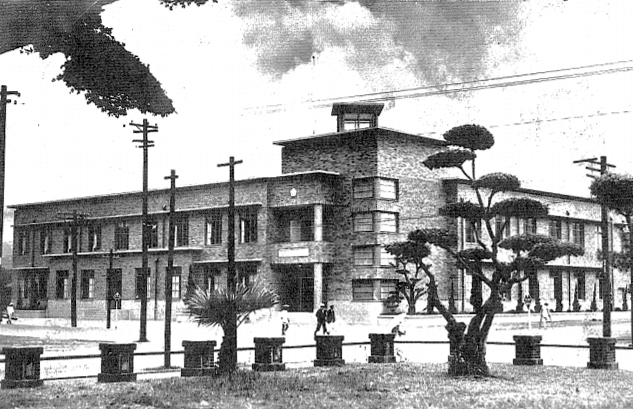
嘉義警察署

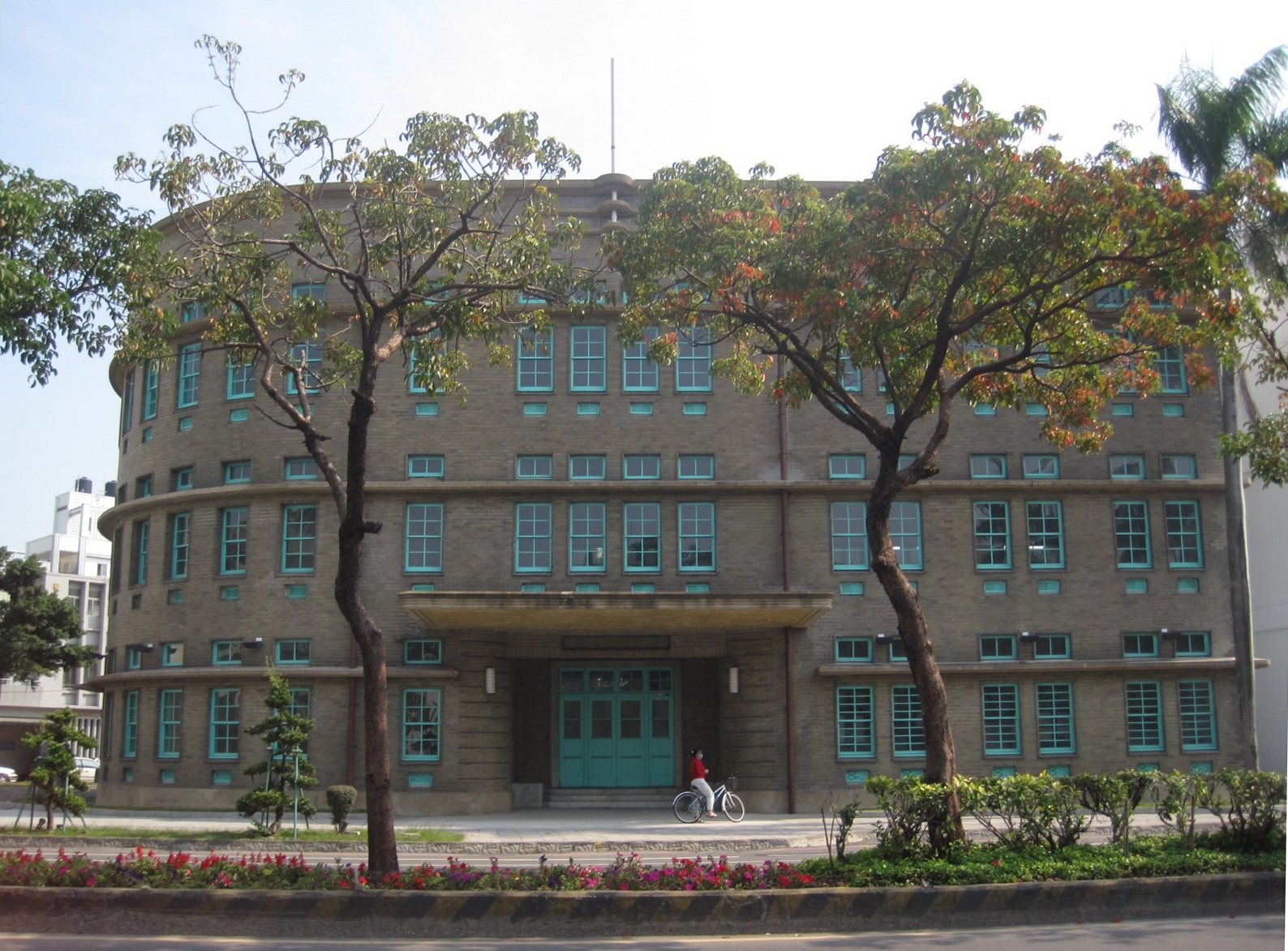
專賣局嘉義支局

- 嘉義郡役所
- 嘉義市役所
- 嘉義警察署
- 嘉義稅務出張所
- 嘉義郵便局
- 台南地方法院嘉義支部
- 台南刑務所嘉義支所
- 營林所嘉義出張所
- 營林所製材工場
- 專賣局嘉義支局
- 農業試驗所嘉義農業試驗支所
- 農業試驗所嘉義畜產試驗支所
- 林業試驗所山子頂試驗地（今嘉義植物園）
- 林業試驗所埤子頭試驗地（今埤子頭植物園）

## 教育

### 中等教育
- 台南州立嘉義中學校（今 國立嘉義高級中學）
- 台南州立嘉義高等女學校（今 國立嘉義女子高級中學）
- 台南州立嘉義商業學校（1944年併入嘉義工業學校，戰後1945年復校，今 國立嘉義高級商業職業學校）
- 台南州立嘉義工業學校（今國立嘉義高級工業職業学校）
- 台南州立嘉義農林學校（今國立嘉義大學）
- 台南州立嘉義家政女子學校（今嘉義市立嘉義國民中學）

### 初等教育
小學校
- 台南州嘉義郡旭小學校（1941年改制旭國民學校，1945年廢校）
- 台南州嘉義郡若葉小學校（1941年改制若葉國民學校，1945年廢校）

公學校
- 台南州立嘉義市玉川公學校（今 嘉義市崇文國民小學，1898年嘉義市公學校創校，1919年改制嘉義市第一公學校，1932年改制玉川公學校，1941年改制玉川國民學校）
- 台南州立嘉義市白川公學校（今 嘉義市大同國民小學，1917年嘉義市女子公學校創校，1933年改制白川公學校，1941年改制白川國民學校）
- 台南州立嘉義市東門公學校（今 嘉義市民族國民小學，1919年嘉義市第二公學校創校，1933年改制東門公學校，1941年改制東門國民學校，1946年遷入原「旭小學校」校址，現為本校校址）
- 台南州立嘉義市北社尾公學校（今 嘉義市北園國民小學，1922年原為第一公學校北社尾分班，1933年創校）
- 台南州立嘉義市新高公學校（今 嘉義市林森國民小學，1939年創校，1941年改制新高國民學校）
- 台南州立嘉義市幸國民學校（今 嘉義市垂楊國民小學，1942年創校，1945年遷入原「若葉小學校」校址，現為本校校址）

## 醫院

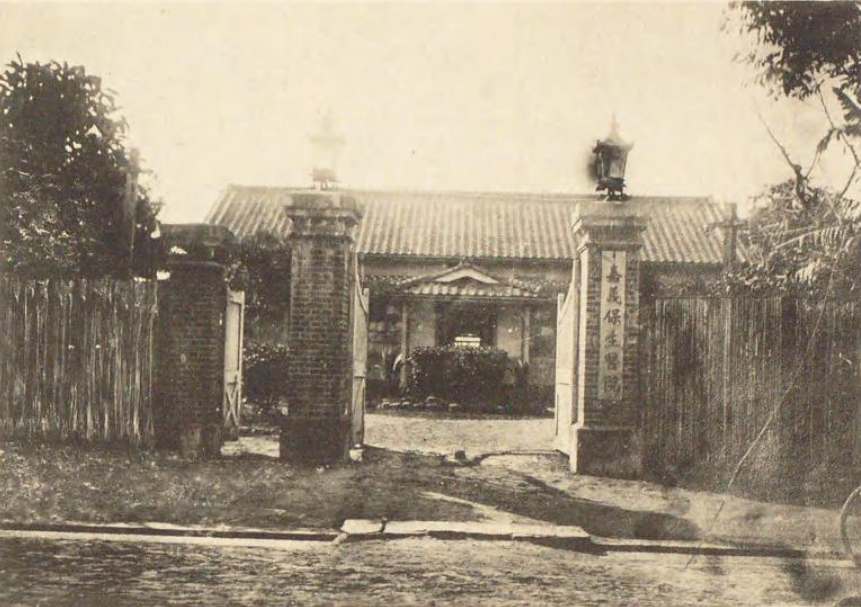
嘉義保生醫院

- 臺灣總督府嘉義醫院（今衛生福利部嘉義醫院）
- 嘉義保生醫院（傳染病院）
- 嘉義婦人病院

## 商工業

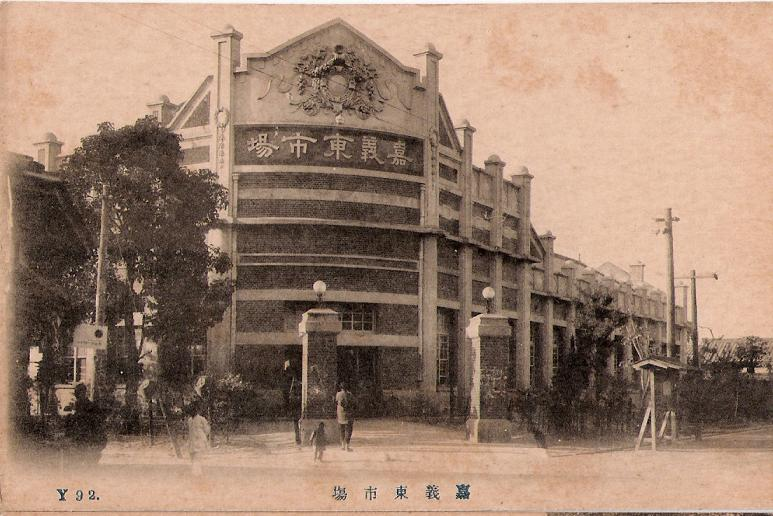
嘉義東市場

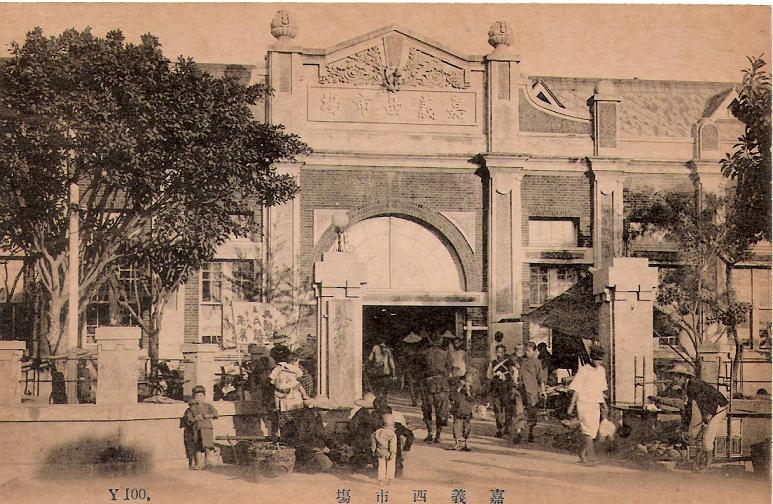
嘉義西市場

- 嘉義東市場
- 嘉義西市場

## 其他
- 嘉義神社
- 嘉義公園
- 嘉義圖書館
- 嘉義市博物館